# John Ridge
John Ridge (c. 1802 – 22 juin 1839) est un homme politique cherokee, fils aîné du chef Major Ridge. Estimant que la déportation des Cherokees à l'ouest du Mississippi était inévitable, il signa le traité de New Echota de 1835 qui cédait aux États-Unis les terres des Cherokees situées à l'est du fleuve en échange de terres dans le territoire indien. De nombreux Cherokees, dont les partisans de John Ross, s'opposaient à la cession de terres et en 1839, après leur déplacement, John Ridge, son père, Elias Boudinot et d'autres signataires du traité furent assassinés pour leur rôle dans la déportation.